# Турчин, Николай Николаевич
Николай Николаевич Турчи́н (1922—1990) — майор Советской Армии, участник Великой Отечественной войны, Герой Советского Союза (1945).

## Биография
Николай Турчин родился 15 января 1922 года в селе Желанном.
Окончил семь классов школы и поступил Новочеркасский автомобильный техникум.
В первый день войны, 22 июня 1941 года записался добровольцем в Рабоче-крестьянскую Красную Армию.
В том же году он окончил Ростовское артиллерийское училище. С сентября 1941 года — на фронтах Великой Отечественной войны, в первый бой с немецкими войсками вступил в Ростове-на-Дону.
К июлю 1944 года старший лейтенант Николай Турчин командовал батареей 156-го отдельного истребительно-противотанкового дивизиона 112-й стрелковой дивизии 13-й армии 1-го Украинского фронта. Отличился во время освобождения Польши. 13 июля 1944 года батарея Турчина участвовала в боях за удержание плацдарма в районе хутора Шерока, подавляя огневые точки противника. В ходе последующих боёв она уничтожила 10 танков и штурмовых орудий, 3 артиллерийских орудия, 6 дзотов и 19 пулемётов.
Указом Президиума Верховного Совета СССР от 21 февраля 1945 года старший лейтенант Николай Турчин был удостоен высокого звания Героя Советского Союза с вручением ордена Ленина и медали «Золотая Звезда».
В 1946 году в звании майора Турчин был уволен в запас, окончил Донецкий политехнический институт, затем работал на угольной шахте в посёлке Кураховка Селидовского района Донецкой области. Проживал и работал в Донецке. Умер в июне 1990 года, похоронен в Донецке.

## Награды
Был награждён двумя орденами Ленина, орденами Красного Знамени, Александра Невского, Отечественной войны 1-й степени и рядом медалей.